# Eduard Nikolaev
Eduard Valentínovich Nikoláiev (en russe : Эдуа́рд Валенти́нович Никола́ев), né le 21 août 1984 est un pilote de rallyes russe, spécialiste de rallyes-raids en camions. Depuis 2006, il participe chaque année au rallye Dakar qu'il a remporté une fois en tant que copilote de Vladimir Chagin en 2010 et à quatre reprises en tant que pilote en 2013, 2017, 2018 et 2019.

## Biographie
Il est dans la team KamAZ depuis ses débuts en tant que mécanicien pour ses aînés comme Ilgizar Mardeev (2007) et Vladimir Chagin (2009 et 2010). À partir de 2011, il se lance en tant que pilote sur le rallye Dakar et finit déjà à la troisième place mais il est disqualifié l'année suivante dès la 5e étape pour avoir percuté une automobile engagée dans la course. Il remporte cependant la compétition en 2013 devant ses deux autres compatriotes de l'équipe KamAZ ; Ayrat Mardeev et Andrey Karginov. Il s'adjuge à nouveau l'épreuve en 2017 et 2018, puis signe une troisième victoire consécutive en 2019.

## Palmarès

### Rallye Dakar
| Année | Catégorie | Marque | Poste                          | Position    | Victoires d'étapes |
| ----- | --------- | ------ | ------------------------------ | ----------- | ------------------ |
| 2006  | Camion    | KamAZ  | Copilote de Sergey Reshetnikov | 18e         | -                  |
| 2007  | Camion    | KamAZ  | Copilote d'Ilgizar Mardeev     | 2e          | -                  |
| 2009  | Camion    | KamAZ  | Copilote de Vladimir Chagin    | 2e          | 4                  |
| 2010  | Camion    | KamAZ  | Copilote de Vladimir Chagin    | 1er         | 9                  |
| 2011  | Camion    | KamAZ  | Pilote                         | 3e          | -                  |
| 2012  | Camion    | KamAZ  | Pilote                         | Disqualifié | -                  |
| 2013  | Camion    | KamAZ  | Pilote                         | 1er         | -                  |
| 2014  | Camion    | KamAZ  | Pilote                         | 3e          | 1                  |
| 2015  | Camion    | KamAZ  | Pilote                         | 2e          | 6                  |
| 2016  | Camion    | KamAZ  | Pilote                         | 7e          | 3                  |
| 2017  | Camion    | KamAZ  | Pilote                         | 1er         | 4                  |
| 2018  | Camion    | KamAZ  | Pilote                         | 1er         | 3                  |
| 2019  | Camion    | KamAZ  | Pilote                         | 1er         | 3                  |
| 2020  | Camion    | KamAZ  | Pilote                         | Abandon     | -                  |
| 2022  | Camion    | KamAZ  | Pilote                         | 2e          | 4                  |